# 弗拉基米尔·马拉霍夫
弗拉基米尔·马拉霍夫（俄语：Владимир Малахов，1980年11月27日—），俄罗斯国际象棋棋手、特级大师。
马拉霍夫曾获得过世界国际象棋14岁组冠军（1993年），欧洲国际象棋个人冠军（2003年、2009年）。2009年，他作为俄罗斯队的成员夺得了世界国际象棋团体锦标赛金牌。